# 江海职业技术学院
江海职业技术学院是位于江苏省扬州市的一所民办全日制高职院校，位于扬州古运河畔，培养专业以工科为主。

## 历史
- 1999年，批准成立。
- 2004年6月，江苏省政府发布《省政府关于建立无锡城市职业技术学院等8所高等职业学校的通知》[2]：建立民办性质的江海职业技术学院。

## 专业设置
- 信息工程
- 土木工程
- 机电工程
- 外语
- 应用艺术
- 工商管理
- 经贸
- 基础部